# Alone (I-Ten-Lied)
Alone (engl. für Allein) ist ein Lied von Billy Steinberg und Tom Kelly und deren Musikprojekt I-Ten. Es erschien 1983 auf ihrem einzigen Album Taking a Cold Look.

## Heart-Version
Die amerikanische Rockband Heart nahm das Stück im Jahr 1987 auf. Es erschien im Mai 1987 als Single sowie auf dem Album Bad Animals. Die Hard-Rock-Ballade wurde in den Vereinigten Staaten und Kanada ein Nummer-eins-Hit. Das Lied beginnt mit einer Klavier-Melodie; anschließend beginnt Ann Wilson mit dem Gesang, und das dramatische Liebeslied erreicht seinen Höhepunkt. Laut einem Songfacts-Interview mit Steinberg sang Kelly bei der Demoaufnahme die harmonischen Abschnitte.
Auf der B-Seite zu Alone erschien eine Live-Version von Bad Animals. Eine Unplugged-Version des Liedes erschien 1995 auf ihrem Album The Road Home. Im Musikvideo zu dem Titel spielt die Band das Stück live auf der Bühne. Sie singen dabei im Playback.

### Chartplatzierungen
| ChartsChartplatzierungen       | Höchstplatzierung | Wochen |
| ------------------------------ | ----------------- | ------ |
| Deutschland (GfK)              | 18 (17 Wo.)       | 17     |
| Österreich (Ö3)                | 22 (4 Wo.)        | 4      |
| Schweiz (IFPI)                 | 4 (14 Wo.)        | 14     |
| Vereinigte Staaten (Billboard) | 1 (21 Wo.)        | 21     |
| Vereinigtes Königreich (OCC)   | 3 (20 Wo.)        | 20     |

| ChartsJahrescharts (1987)      | Platzierung |
| ------------------------------ | ----------- |
| Schweiz (IFPI)                 | 18          |
| Vereinigte Staaten (Billboard) | 2           |
| Vereinigtes Königreich (OCC)   | 34          |

### Auszeichnungen für Musikverkäufe
| Land/Region                  | Auszeichnungen für Musikverkäufe (Land/Region, Auszeichnung, Verkäufe) | Verkäufe |
| ---------------------------- | ---------------------------------------------------------------------- | -------- |
| Brasilien (PMB)              | Gold                                                                   | 30.000   |
| Kanada (MC)                  | Gold                                                                   | 50.000   |
| Vereinigtes Königreich (BPI) | Platin                                                                 | 600.000  |
| Insgesamt                    | 2× Gold · 1× Platin ·                                                  | 680.000  |

## Weitere Coverversionen
Der Titel wurde von John Stamos in seiner Rolle als Gino Minelli für den Soundtrack zur CBS-Sitcom Dreams aus dem Jahr 1984 aufgenommen.
- 1995: Robert Forster
- 2002: Warmen
- 2007: Céline Dion
- 2009: Glee
- 2011: Highland Glory
- 2020: Floor Jansen
- 2024: Exit Eden